# 喬伊蘭 (北卡羅萊納州)
喬伊蘭（英語：Joyland）是位於美國北卡羅萊納州達勒姆縣的非建制地區。

## 地理
喬伊蘭所處的海拔為高於海平面120米（即394英呎），而該地所採用的時區為UTC-5，即北美东部时区（EST）。同時該地設有夏令時間，為UTC-5調快一小時，即UTC-4（EDT）。